# Marianne Holberg
Marianne Holberg (* 16. August 1939 in Hamburg) ist eine deutsche Übersetzerin.

## Leben
Marianne Holberg absolvierte ein Studium der Germanistik und Geschichte; anschließend wirkte sie als Lehrerin an Schulen in Deutschland und in den Niederlanden. Seit 1994 ist
sie freie Übersetzerin. Sie übersetzt Romane, Kinder- und Jugendbücher sowie Sachbücher aus dem Niederländischen ins Deutsche.
Sie ist Mitglied im Verband deutschsprachiger Übersetzer literarischer und wissenschaftlicher Werke, VdÜ, und lebt in Berlin.

## Übersetzungen
- Jef Aerts: Größer als ein Traum, Stuttgart 2013
- Joukje Akveld: Olli braucht keine Brille, Stuttgart 2014
- Bastiaan Baan: Mit dem Herzen sehen lernen, Stuttgart 1998
- Bastiaan Baan: Urquellen des Christentums, Stuttgart 2011
- Marijn Backer: Das Jahr der Lügen, Stuttgart 2014
- Henk Barnard: Ein seltsamer Fund oder Das Versteck auf dem Dachboden, Stuttgart 1996
- Kees van Beijnum: Die Archivarin, Stuttgart 2000
- Lisa Boersen: Jani Kecke und der blaue Tagträumer, Stuttgart 2009
- Arie Boogert: Das Vaterunser als Lebenshilfe, Stuttgart 1996
- Remco Campert: Hôtel du Nord, Edition Rugerup, Berlin 2016
- Remco Campert: Das Herz aus Seide, Zürich 2007
- Remco Campert: Jagen, Leben, Erinnern, Zürich 2011
- Remco Campert: Eine Liebe in Paris, Zürich 2005
- Remco Campert: Sanfte Landung, Zürich 2009
- Remco Campert: Tagebuch einer Katze, Zürich 2008
- Remco Campert: Wie in einem Traum, Zürich 2006
- Ad Dekkers: Psychotherapie der menschlichen Würde, Stuttgart 2012
- Manfred van Doorn: Universal man, Stuttgart 1998
- Tonke Dragt: Der blaue Mondstein, Stuttgart 2005
- Tonke Dragt: Meere von Zeit, Stuttgart
  - 1. Auf der anderen Seite der Tür, 1999
- Tonke Dragt: Weit von hier ganz nah bei uns, Stuttgart 2010
- Roel den Dulk: Der androgyne Engel, Stuttgart 2002
- Inez van Dullemen: Die Blumenkönigin, Berlin 2003
- Jap ter Haar: Clara und Finn, Stuttgart 2013
- Hella S. Haasse: Das blaue Haus, München 1998
- Hella S. Haasse: Das Gemälde, München 1999
- Hella S. Haasse: Der kleine Garten, München 1999
- Hella S. Haasse: Das Mietshaus, München 2001
- Annemarie van Haeringen: Coco und das "kleine Schwarze", Stuttgart 2014
- Maarten ’t Hart: Concerto russe, Zürich 2003
- Maarten ’t Hart: Gott fährt Fahrrad oder Die wunderliche Welt meines Vaters, Zürich 2000
- Maarten ’t Hart: Die Netzflickerin, Zürich 1998
- Maarten ’t Hart: Das Pferd, das den Bussard jagte, Zürich 2002
- Maarten ’t Hart: Die schwarzen Vögel, Zürich 1999
- Maarten ’t Hart: Die Sonnenuhr oder Das geheime Leben meiner Freundin Roos, Zürich 2003
- Maarten ’t Hart: Das Wüten der ganzen Welt, Zürich 1997
- Das Haus in den Wolken, Frankfurt am Main 2003
- Heere Heeresma: Ein Junge aus Amsterdam, Zürich 2008
- Tineke Hendriks: Jan mit dem gelben Stern, Stuttgart 1995
- Karen van Holst Pellekaan: Hugo, Stuttgart 2007
- Ellen Huidekoper: Leben mit dem Ungewissen, Stuttgart 1996
- Jannis Kounellis im Museum am Dom, Würzburg 2012 (übersetzt zusammen mit Gordon H. Broxton)
- Mensje van Keulen: Die Glückliche, Zürich 2003
- Kiefer, Rembrandt, Kiefer, München 2011 (übersetzt zusammen mit Beth O’Brien)
- Ariëlla Kornmehl: Der Schmetterlingsmonat, Berlin 2006
- Bert Kouwenberg: Der Giftmischer von Siena, Stuttgart 2007
- Bert Kouwenberg: Der rote Löwe, Stuttgart 2010
- Ad van Liempt: Kopfgeld, München 2005
- Nausicaa Marbe: Mandraga, München 2000
- Nicolaas Matsier: Selbstporträt mit Eltern, München 2003
- Vonne van der Meer: Abschied von der Insel, Berlin 2004
- Jelle van der Meulen: Mittendrin, Stuttgart 1997
- Jelle van der Meulen: Und so weiter, Stuttgart 1998 (übersetzt zusammen mit Frank Berger)
- Moïra Müller: Moïra, 16 Jahre: „Ich hatte Anorexie“, Stuttgart 2001
- Marleen Nelen: Ich und Du und Er, Stuttgart 2012
- Hélène Nolthenius: „O süße Hügel der Toscana“, Zürich 1995
- Hélène Nolthenius: Wenn der Wolf den Wolf frißt, Zürich 1995
- Roswitha Ockeloen: Bewegliche Bilder aus Holz, Stuttgart 1996
- Linda Polman: Die Mitleidsindustrie, Frankfurt 2010
- Gabriel Prinsenberg: Der Weg durch das Labyrinth, Schaffhausen 1997
- K. Schippers, Fortuyn/O’Brien: Das Haus in den Wolken. Kunstprojekte_riem, München 2001; auch: Verlag Christoph Keller, 2001; wieder  Revolver. Archiv für Aktuelle Kunst, Frankfurt 2003, ISBN 3-937577-02-5 (Het droomhuis. Artimo, Amsterdam 2005. Die dt. Übers. ist zuerst erschienen) Über "Dolls' Housing" in Riem
- Albert Soesman: Rembrandt, Stuttgart 2006
- Albert Soesman: Die zwölf Sinne, Stuttgart 1995
- Willem van Toorn: Als würde ich vor Glück ersticken, Zürich 2002
- Simon Vestdijk: Der kupferne Garten, Zürich 2005
- Suzanne Visser: Das japanische Rätsel, Stuttgart 2001
- Roland van Vliet: Der Manichäismus, Stuttgart 2007 (übersetzt zusammen mit Agnes Dom-Lauwers)
- Patricia Wessels: Gesunde und wohltuende Massage, Schwäbisch Gmünd 2003
- Michiel Wijnbergh: Anne – zwei Flügel des einen Vogels, Stuttgart 1999